# Бінам (Алабама)
Бінам (англ. Bynum) — невключена територія та переписна місцевість в окрузі Калгун, штат Алабама, США.

## Демографія
Станом на липень 2007 на території мешкало 1887 осіб.
Чоловіків — 919 (48.7 %);

Жінок — 968 (51.3 %).
Медіанний вік жителів: 36.7 років;
по Алабамі: 35.8 років.

### Доходи
Розрахунковий медіанний дохід домогосподарства в 2009 році: $39,525 (у 2000: $34,375);
по Алабамі: $40,489.
Розрахунковий дохід на душу населення в 2009 році: $20,044.
Безробітні: 2,4 %.

### Освіта
Серед населення 25 років і старше:
Середня освіта або вище: 66,3 %;

Ступінь бакалавра або вище: 7,5 %;

Вища або спеціальна освіта: 1,0 %.

### Расова / етнічна приналежність
Білих — 1,606 (86.2 %);

 Афроамериканців — 184 (9.9 %);

 Відносять себе до 2-х або більше рас — 30 (1.6 %);

 Латиноамериканців — 26 (1.4 %);

 Індіанців — 13 (0.7 %);

 азіатів — 3 (0.2 %);

 Корінних жителів Гавайських островів та інших островів Тихого океану — 1 (0.05 %).

## Нерухомість
Розрахункова медіанна вартість будинку або квартири в 2009 році: $96,774 (у 2000: $63,900);
по Алабамі: $119,600.